# 昭和电工事件

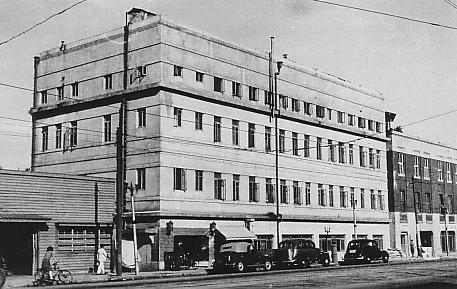
1948年的昭和電工總部

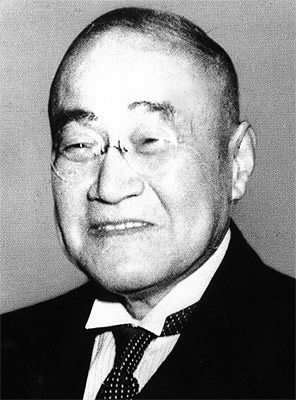
吉田茂是昭和電工事件最大受益人，得到政權

昭和电工事件，又稱為昭電事件、昭電汙職、昭電疑獄，是1948年發生於日本的政治醜聞事件，與造船疑狱、洛克希德事件、瑞可利事件並列日本战后四大丑闻。此事件也直接导致了芦田均内阁倒台，随后吉田茂二度拜相并开启长期政权。

## 历史
「昭和电工事件」起源于昭和电工为了获得來自復興金融金庫的日本政府贷款30亿日元，向首相、议员、官僚行贿7000万日元，导致以芦田均为首相的社会党、民主党、国民协同党三党联合内阁倒台，芦田均被迫於1948年10月15日辞职并旋即被捕。
在野黨民主自由黨黨魁吉田茂借机上台执政，并长期维持政权。麥克阿瑟認為，以社會黨、民主黨等為主的中道政治在日本已不可行。